# Blang Cari
Blang Cari is een bestuurslaag in het regentschap Pidie Jaya van de provincie Atjeh, Indonesië. Blang Cari telt 167 inwoners (volkstelling 2010).